# Recettori tirosin chinasici
I recettori tirosin chinasici (o receptor tyrosine kinase, RTK) sono proteine di membrana aventi attività chinasica, e agiscono fosforilando residui di tirosina nella proteina bersaglio. 
Le tirosin-chinasi sono enzimi che regolano processi cellulari, quali la proliferazione e la differenziazione cellulare, e possono essere coinvolte nel processo di oncogenesi, poiché catalizzano la fosforilazione dei residui di tirosina di alcuni recettori cellulari, tra cui EGFR, VEGFR-1 e 2 e RET.

## Composizione
Sono costituite da un dominio extracellulare (di circa 50-80 kD) che possiede un sito di legame per il ligando specifico, e un dominio citoplasmatico (che può variare dai 150 ai 350 kD) che possiede un sito di attacco per l'adenosintrifosfato (ATP) e uno con cui riconosce specifiche sequenze delle proteine bersaglio. 
La regione transmembrana è costituita da una singola alfa elica idrofobica che attraversa la membrana. Il sito attivo invece è costituito da una breve ansa, che forma una piccola apertura in fondo alla quale si trova il sito di legame per l'ATP. 
Adiacente al sito attivo vi è una sequenza, indicata col nome di labbro di fosforilazione, che possiede alcuni residui di tirosina la cui fosforilazione è fondamentale per l'attività chinasica della proteina.

## Meccanismo d'azione
I ligandi degli RTK sono molecole solubili (che possono avere anche dimensioni notevoli rispetto al dominio extracellulare) o più spesso ormoni peptidici. Tra questi troviamo numerosi fattori di crescita come il fattore di crescita dell'epidermide (epidermal growth factor, EGF), il fattore di crescita derivato dalle piastrine (platelet-derived growth factor, PDGF) e molti altri. 

Fosfato
Adenosintrifosfato
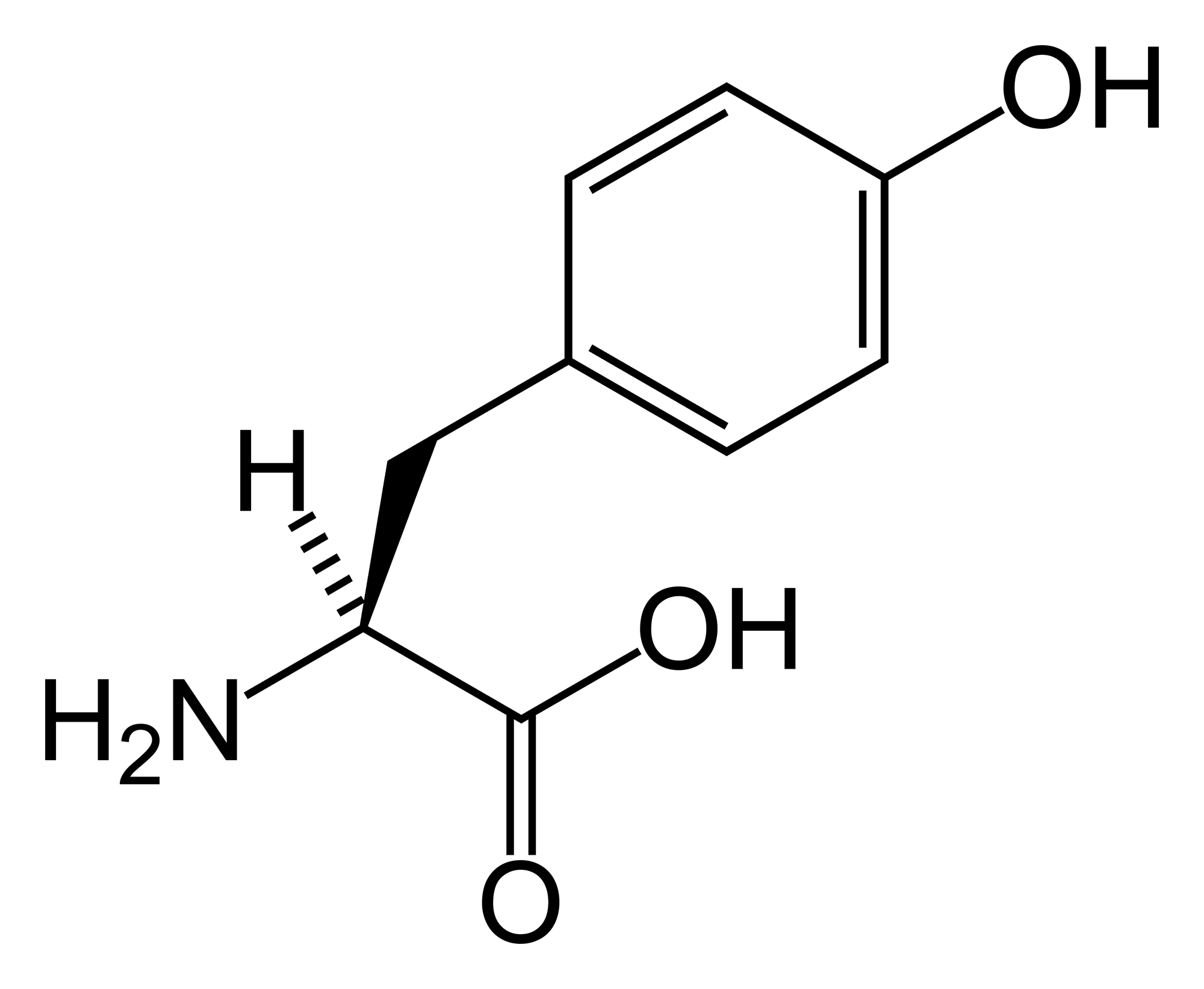
Tirosina

Il legame con il ligando provoca un cambiamento conformazionale dell'N-terminale del recettore che, causando la dimerizzazione dei domini extracellulari, permette la diffusione laterale dei domini citoplasmatici, consentendo quindi il contatto tra i C-terminali e attivando l'attività chinasica. 
La dimerizzazione innesca quindi un processo di autofosforilazione, in cui l'attività chinasica di ogni recettore monomerico fosforila residui dell'altro. Inizialmente vengono fosforilati i residui di tirosina del labbro di fosforilazione, situato in prossimità del sito attivo. Questo causa lo spostamento di quest'ansa di attivazione dal sito catalitico, favorendo così il legame dell'ATP in alcune proteine, direttamente delle proteine substrato in altre. Successivamente vengono fosforilati altri residui dei domini citoplasmatici, fornendo il sito d'attacco per le proteine substrato.

## Inibitore selettivo del recettore della tirosin-chinasi
- Pazopanib è un inibitore selettivo del recettore tirosin-chinasi, che blocca la crescita tumorale e inibisce l'angiogenesi. Prodotto da Novartis e conosciuto con il nome commerciale Votrient. Approvato come farmaco antitumorale per il trattamento degli stadi avanzati e metastatici del tumore a cellule renali e dei sarcomi dei tessuti molli, dalla Food and Drug Administration (FDA) americana il 19 ottobre 2009 e dall'anno successivo, cioè dal 2010, da numerosi altri enti regolatori come EMA per l'Unione europea, MHRA per il Regno Unito, TGA per l'Australia.